# 槐木駅
槐木駅（クェモクえき）は、大韓民国全羅南道順天市にある韓国鉄道公社（KORAIL）全羅線の駅である。

## 歴史
- 1936年12月16日：開業。
- 2010年7月5日：旅客取扱中止。

## 隣の駅
韓国鉄道公社
全羅線
求礼口駅 - (鳳徳駅) - 槐木駅 - (開雲駅) - (東雲駅) - 順天駅